# Авак (кратер)
Авак (англ. Avak) — ударный кратер, центр которого расположен примерно в 12 км к юго-востоку от городка Уткиа́гвик в американском штате Аляска.

## Описание
Авак представляет собой погребённое под осадочными породами округлое образование диаметром около 8 км и глубиной 1 км. Воронку кратера окаймляет вал, состоящий из взброшенных вверх метаморфических горных пород фундамента и насыпного материала выбросов из него. В центре есть поднятие диаметром около 4 км, где нижнемеловые породы приподняты на высоту более 500 м. В рельефе поверхности Авак не выражен.
Время образования кратера оценивается в диапазоне от 95 млн до 3 млн лет назад. В нём обнаружены деформированные ударом породы от ордовикского до нижнемелового возраста, а также отложившиеся после удара плиоценовые и плейстоценовые породы. Палинологические исследования выбросов из кратера (взятых на расстоянии около 50 км от него) указывают на среднетуронское — позднетуронское время удара (около 90 млн лет назад).
Авак обеспечивает «ловушку» для природного газа в соседних месторождениях Южное Барроу, Восточное Барроу и Сикулик. В песчаниках юрского периода этих месторождений сосредоточено около 1 млрд м³ газа.

## История исследований
Авак был обнаружен с помощью сейсморазведки в рамках исследований нефтегазоносных районов Аляски, проводившихся силами ВМС США с 1943 по 1953 годы. Он проявил себя как округлая не отражающая сейсмические волны структура, вокруг которой просматривались радиальные разломы.
С целью поиска нефти и газа, а также изучения некоторых пород, в 1951—1952 годах (в рамках тех же исследований) недалеко от центра Авака была просверлена скважина, достигшая глубины 1225 м. Деформации пород в ней обнаружились до самого низа. Были найдены, в частности, характерные признаки ударного воздействия — конусы сотрясения. В 1995 году исследователи из Геологической службы Канады и Геологической службы США обнаружили в зёрнах кварца из брекчии, полученной из упомянутой скважины с глубины около 700 м, ещё один признак такого воздействия — планарные деформации.